# AS Denguelé
El Association Sportive Denguélé d’Odienné, conocido como AS Denguélé, es un equipo de fútbol de Costa de Marfil que juega en la Primera División de Costa de Marfil, la liga de fútbol más importante del país.

## Historia
Fue fundado en el año 1972 en la ciudad de Odienné y nunca ha sido campeón de liga, siendo su mejor torneo en el año 2006 al quedar en la 3.ª posición hasta el momento. Tampoco ha ganado título alguno en el fútbol de Costa de Marfil.
A nivel internacional ha participado en 1 torneo continental, en la Copa Confederación de la CAF 2007, siendo eliminado en la Ronda Preliminar por el Banjul Hawks FC de Gambia.

## Participación en competiciones de la CAF
| Temporada | Torneo                       | Ronda      | Club            | Casa | Visita | Global  |
| --------- | ---------------------------- | ---------- | --------------- | ---- | ------ | ------- |
| 2007      | Copa Confederación de la CAF | Preliminar | Banjul Hawks FC | 1-1  | 0-0    | 1-1 (a) |

## Jugadores

### Jugadores destacados
- Sékou Bamba
- Seydou Doumbia
- Ibrahim Koné
- Kassi Akesse Mathias
- Abdourahime Toure

## Ex Entrenadores
- Sékou Fofana
- Ben Sanou (2008-??)
- Vassiriki Savané